# Raghavendra Gadagkar

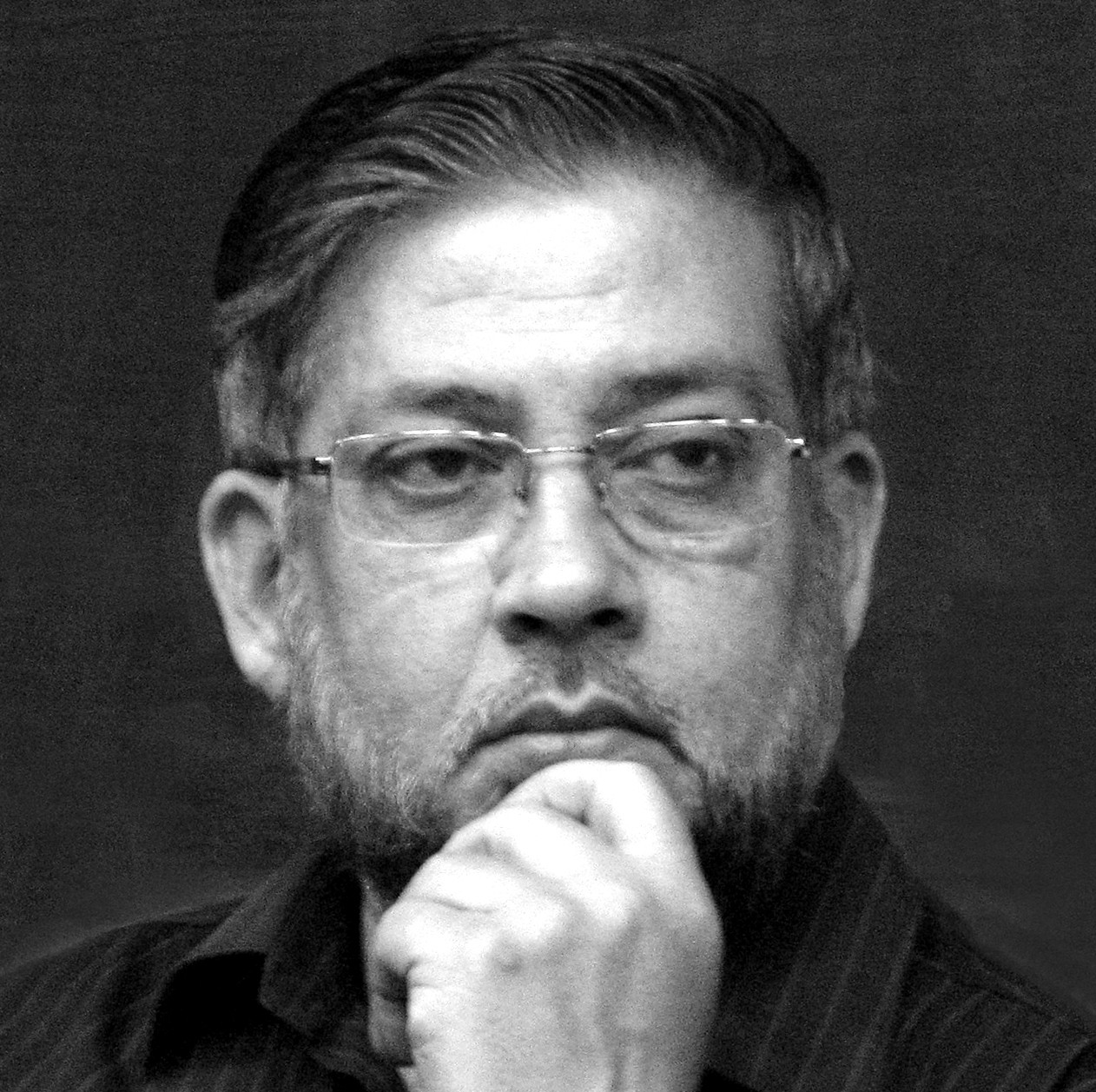
Raghavendra Gadagkar

Raghavendra Gadagkar (* 28. Juni 1953 in Kanpur) ist ein indischer Entomologe und Verhaltensforscher, bekannt für Beiträge zur Soziobiologie bei Wespen.

## Leben
Gadagkar, der als Sohn eines Soldaten erst mit neun Jahren zur Schule ging, studierte Zoologie an der Universität Bangalore mit dem Bachelor- und Masterabschluss und wurde dort in Molekularbiologie promoviert. Gadagkar ist Professor am Center for Ecological Studies des Indian Institute of Science in Bangalore. Er ist dort auch Gründungsdirektor des Centre for Contemporary Studies, das eine interdisziplinäre Begegnung von Natur- und Geisteswissenschaften fördern soll.

## Werk

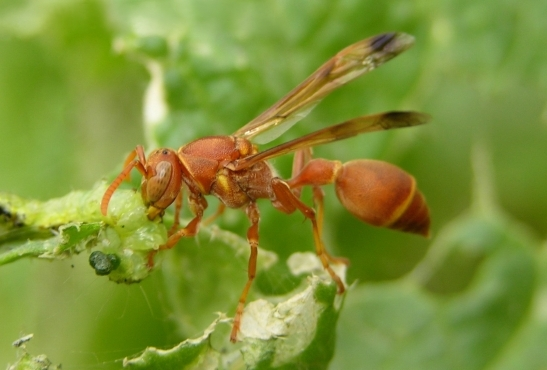
Ropalidia marginata

Er studierte Soziale Insekten, insbesondere die Ropalidia marginata, eine Feldwespe. Sie bauen in kleine Gruppen Papiernester, wobei es eine Kasteneinteilung in Arbeiter, Soldaten, stiller Reserve (Sitzer) und Königin gibt (die sich aber äußerlich kaum unterscheiden und somit eine Vorstufe zu bekannteren Insektenstaaten bilden). Die Nestmitglieder sind meist weiblich, die Männchen arbeiten nicht, haben ein relativ kurzes Leben, das sie als Nomaden verbringen, und dienen nur der Fortpflanzung unter Vermeidung von Inzucht. Er studierte detailliert das komplexes Sozialverhalten der Wespen, wie Vermeidung von Konflikten im eigenen Nest, Kampf mit Wespen eines anderen Nests, Verjagen von Königinnen, wenn deren Fruchtbarkeit nachlässt, und den Auszug von Nestmitgliedern um eigene Kolonien zu gründen (im Prinzip kann bei dieser Wespenart jedes Weibchen Königin werden) oder sich anderen anzuschließen. Er konnte bei den Wespen die Theorie des Altruismus bei Tieren von William D. Hamilton (1964) quantitativ bestätigen, zum Beispiel die Vorhersage von Hamilton, das rund fünf Prozent der Koloniemitglieder die Kolonie verlassen würden. Die Tendenz, die Kolonie zu verlassen, nimmt zu, wenn genügend Nahrungsquellen und günstige Umweltbedingungen zur Verfügung stehen. Er fand aber auch in Abweichungen von Hamiltons Theorie (die nach der Kritik von E. O. Wilson 2010 wieder Gegenstand von Debatten war). So können junge Zuwanderer aus anderen Kolonien von den Koloniebewohnern nicht unterschieden werden und in der Kolonie sogar zu Königinnen aufsteigen. Werden zwei Kolonien vereinigt wird zwar die eine Königin von den Arbeitern der anderen Kolonie getötet, danach vereinigen sich die beiden Völker aber. Ungeklärt ist auch die Auswahl einer neuen Königin (sie wird aus der Gruppe der Sitzer gewählt, falls die alte Königin entfernt wird). Gadagkar beobachtete auch Fälle, das Kolonistinnen sich scheinbar spontan zusammenschlossen, eine neue Königin wählten und auswanderten, wobei die Kommunikation möglicherweise durch chemische Signale im Speichel erfolgte. Er attestiert den Wespenkolonien auch Lernfähigkeit zum Beispiel in Bezug auf Futtersammeln.
Seine jahrzehntelangen Forschungen fasste er in der Monographie The Social biology of Ropalidia marginata zusammen. Zuvor veröffentlichte er ein mehr populärwissenschaftliches Buch über Verhaltensforschung (Survival Strategies).

## Mitgliedschaften und Ehrungen
Er war von 2002 bis 2022 Fellow und ständiges Mitglied des Wissenschaftskollegs Berlin, ist Fellow der Indian Academy of Sciences (und 1995 bis 2000 deren Sekretär) und seit 2012 Mitglied der Leopoldina. Gadagkar ist Fellow und war 2014 bis 2016 Vorsitzender der Indian National Science Academy und erhielt 2015 das Bundesverdienstkreuz. Er ist auswärtiges Mitglied der National Academy of Sciences und seit 2017 der American Academy of Arts and Sciences. Er erhielt den Biologiepreis der Third World Academy of Sciences, deren Mitglied er ist. Er ist Ehrendoktor der Universität von Burdwan (West-Bengalen).

## Schriften
- Survival Strategies – Cooperation and Conflict in Animal Societies, Harvard UP 1997
- The Social Biology of Ropalidia marginata: Towards understanding the evolution of eusociality, Harvard UP 2001